# Krakovany (Eslováquia)
Krakovany é um município da Eslováquia, situado no distrito de Piešťany, na região de Trnava. Tem 9,82 km² de área e sua população em 2018 foi estimada em 1.459 habitantes.

## Demografia
| Ano:        | 1994 | 2004   | 2014   | 2024   |
| ----------- | ---- | ------ | ------ | ------ |
| Broj ljudi: | 1351 | 1343   | 1447   | 1444   |
| Razlika:    |      | -0,59% | +7,74% | -0,20% |

| Ano:               | 2023 | 2024   |
| ------------------ | ---- | ------ |
| Número de pessoas: | 1446 | 1444   |
| Diferença:         |      | -0,13% |